# Bătălia de la Garigliano
Bătălia de la Garigliano s-a disputat în anul 915 între forțele unei ligi creștine conduse de papa Ioan al X-lea și sarazini. Creștinii au dorit să distrugă fortăreața arabă de pe râul Garigliano, care a amenințat Italia centrală și Roma pentru aproximativ 30 de ani.

## Context
După o serie de atacuri devastatoare asupra principalelor așezări din regiunea Lazio din Italia centrală, desfășurate în secolul al IX-lea, sarazinii au întemeiat o colonie în apropierea orașului antic Minturnae, în apropierea râului Garigliano. Ajunși aici, musulmanii au format chiar diferite alianțe cu diferiți conducători creștini locali, profitând de numeroasele dispute dintre aceștia.
Cu toate acestea, papa Ioan al X-lea a reușit să îi convingă pe mai mulți principi să intre într-o ligă, în scopul de a-i alunga pe sarazini din acest periculos cap de pod. Liga creștină astfel constituită grupa, alături de Statul papal câțiva principi longobarzi din sudul Italiei aflați sub suzeranitatea Imperiului Bizantin, precum Guaimar al II-lea de Salerno, Ioan I de Gaeta și fiul său Docibilis, Grigore al IV-lea de Neapole și fiul său Ioan, și Landulf I of Benevento and Capua. De asemenea, regele Italiei, Berengar I a trimis o forță de sprijin cu trupe recrutate de la Spoleto și din regiunea Marche, sub conducerea ducelui Alberic I de Spoleto. La rândul său, Imperiul Bizantin a participat la coaliție prin trimiterea unui puternic contingent recrutat din Calabria și Apulia sub comanda strategos-ului de Bari, Nicolae Picingli, conducătorul themei Longobardia. Ioan al X-lea însuși a condus milities din Lazio, Toscana și Roma.

## Desfășurarea bătăliei
Prima acțiune s-a desfășurat în nordul regiunii Lazio, unde mici cete de jefuitori sarazini au fost atacate prin surprindere și distruse. Creștinii au izbutit să obțină încă două victorii importante, la Campo Baccano, pe Via Cassia, și între Tivoli și Vicovaro. Suferind aceste înfrângeri, musulmanii care ocupau Narni și alte puncte întărite au dat înapoi, refugiindu-se în principala fortăreață sarazină de pe râul Garigliano: este vorba de o așezare fortificată (kairuan), a cărei locație nu a fost încă identificată cu exactitate. Asediul său a început în luna iunie a anului 915.
După ce au fost respinși în câmpul liber, sarazinii au fost nevoiți să se retragă în dealurile din apropiere. Aici ei au reușit să reziste multor atacuri purtate sub comanda lui Alberic de Spoleto și Landulf de Benevento. Cu toate acestea, lipsiți de hrană și amenințați de o soartă disperată, în luna august au avut o tentativă de a se îndrepta către coastă și a putea astfel fugi în Sicilia. Încercarea a eșuat și sarazinii au fost în totalitate capturați și executați.

## Urmare
Berengar I a fost recompensat pentru sprijinul său prin aceea că a primit de la papă coroana imperială. Prestigiul lui Alberic de Spoleto i-a asigurat rolul princiupal în istoria ulterioară a Italiei centrale și de sud. Ioan I de Gaeta și-a extins limitele ducatului său până la Garigliano și a primit titlul de patrikios din partea bizantinilor, ceea ce a permis membrilor familiei sale să primească ulterior titlul ducal.